# Booglengte

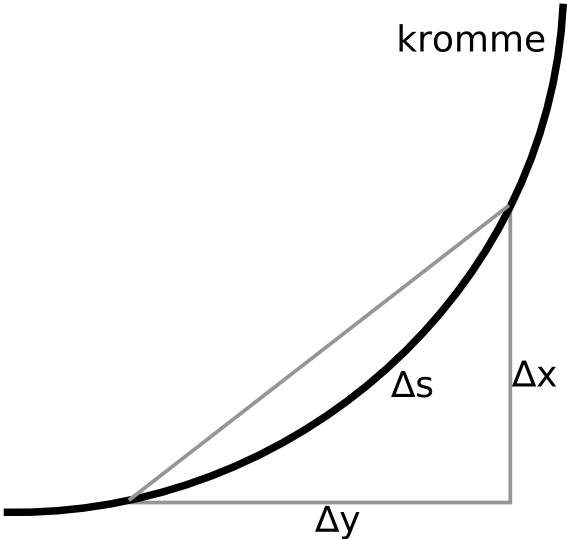

Booglengte is in de meetkunde de lengte van een kromme of van een deel daarvan. 

## Formule
Voor een kromme in het platte vlak, gegeven door de parametervergelijkingen voor {\displaystyle x(t)} en {\displaystyle y(t)}, wordt de booglengte bepaald door een infinitesimaal klein stukje {\displaystyle \mathrm {d} s} van de kromme te integreren. Voor een klein stukje {\displaystyle \Delta s} geldt bij goede benadering volgens de stelling van Pythagoras:
{\displaystyle \Delta s^{2}\approx \Delta x^{2}+\Delta y^{2}}.
De definitie van een boog is, dat het een deel van een kromme is. {\displaystyle \mathrm {d} s} komt hier dus met een infinitesimaal kleine boog overeen. In de limiet is:
{\displaystyle \mathrm {d} s^{2}=\mathrm {d} x^{2}+\mathrm {d} y^{2}},
zodat:
{\displaystyle \mathrm {d} s={\sqrt {\left({\frac {\mathrm {d} x}{\mathrm {d} t}}\right)^{2}+\left({\frac {\mathrm {d} y}{\mathrm {d} t}}\right)^{2}\ }}\mathrm {d} t},
mits natuurlijk de afgeleiden bestaan.
In het geval van een expliciete functie {\displaystyle y(x)} wordt dit:
{\displaystyle \mathrm {d} s={\sqrt {1+\left({\frac {\mathrm {d} y}{\mathrm {d} x}}\right)^{2}\ }}\mathrm {d} x},
en in poolcoördinaten:
{\displaystyle \mathrm {d} s={\sqrt {\rho ^{2}(\theta )+\left({\frac {\mathrm {d} \rho }{\mathrm {d} \theta }}\right)^{2}\ }}\mathrm {d} \theta },
De booglengte {\displaystyle s(t_{0})} van de kromme tot aan het punt {\displaystyle t=t_{0}} wordt dan:
{\displaystyle s(t_{0})=\int _{0}^{t_{0}}{\sqrt {\left({\frac {\mathrm {d} x}{\mathrm {d} t}}\right)^{2}+\left({\frac {\mathrm {d} y}{\mathrm {d} t}}\right)^{2}\ }}\mathrm {d} t}
Betreft de kromme de grafiek van een differentieerbare functie {\displaystyle f}, dan kan deze formule anders worden geschreven door de variabele {\displaystyle x} als parameter te kiezen. De booglengte {\displaystyle L} van {\displaystyle x=a} tot {\displaystyle x=b} wordt dan:
{\displaystyle L=\int _{a}^{b}{\sqrt {1+(f'(x))^{2}\ }}\mathrm {d} x}
Zelfs in de meeste eenvoudige gevallen bestaat er vaak geen gesloten vorm van deze integraal en moet deze numeriek worden berekend.

## Algemene vormen

### Meer dimensies
Bovenstaande definitie kan ongewijzigd op krommen in de driedimensionale ruimte worden overgedragen, of zelfs in de algemene {\displaystyle n}-dimensionale euclidische ruimte:
{\displaystyle f:[0,t_{0}]\to \mathbb {R} ^{n}:t\mapsto f(t)}
Het enige verschil is dat het tot uiting moet komen dat het om meer dimensies gaat. De lengte van de kromme is opnieuw de integraal van de lengte van de snelheidsvector:
{\displaystyle L=\int _{0}^{t_{0}}\|f'(t)\|\mathrm {d} t}

### Andere normen
Deze definitie blijft ook gelden voor algemenere normen {\displaystyle \|.\|}, en in plaats van {\displaystyle \mathbb {R} ^{n}} kunnen we zelfs een algemene genormeerde ruimte {\displaystyle X} nemen. Dat kan eventueel een reële of complexe banachruimte zijn. Het is een voorwaarde dat differentieerbaarheid ondubbelzinnig wordt gedefinieerd.

### Booglengte in gekromde ruimten
De euclidische ruimte kan ook door een gekromde {\displaystyle n}-dimensionale riemann-variëteit worden vervangen. De afgeleide {\displaystyle f'(t)} is dan een vector in de raakruimte en zijn lengte wordt door de metrische tensor {\displaystyle g} bepaald:
{\displaystyle \|f'(t)\|={\sqrt {\sum _{i,j=1}^{n}g_{ij}\ {\partial f^{i} \over \partial t}\ {\partial f^{j} \over \partial t}\ }}}
of een variant hierop waarbij binnen het wortelteken een absolute waarde staat, of, afhankelijk van het geval, een minteken.

## Parametrisering door booglengte
Als een kromme gedefinieerd wordt door een differentieerbare functie {\displaystyle f} van een reële parameter {\displaystyle t}, dan noemen we deze parametrisering regulier als de afgeleide van {\displaystyle f} op het beschouwde interval nergens nul wordt.
Bij een reguliere kromme is de functie
{\displaystyle s:[0,t_{0}]\to \mathbb {R} :t\mapsto \int _{0}^{t}\|f'(r)\|\mathrm {d} r}
differentieerbaar, strikt stijgend en de afgeleide {\displaystyle s'(r)=\|f'(r)\|} is overal strikt positief. De volledige beeldverzameling van {\displaystyle s} is dus het interval {\displaystyle [0,s(t_{0})].} De inverse functie
{\displaystyle s^{-1}:[0,s(t_{0})]\to [0,t_{0}]}
is eveneens strikt stijgend en differentieerbaar met positieve afgeleide. Dat betekent dat we de oorspronkelijke kromme {\displaystyle f} kunnen herparametriseren in termen van de booglengte {\displaystyle s}. De nieuwe kromme
{\displaystyle g:[0,s(t_{0})]\to X:r\mapsto f(s^{-1}(r))}
heeft dezelfde beeldverzameling in {\displaystyle X} als de oorspronkelijke kromme {\displaystyle f}, maar ze heeft ook de bijkomende eigenschap dat haar snelheidsvector overal lengte één heeft:
{\displaystyle \|g'(r)\|=\|f'(s^{-1}(r)).(\mathrm {d} s^{-1}/\mathrm {d} r)\|=\left\|{f'(s^{-1}(r)) \over (\mathrm {d} s/\mathrm {d} t)(s^{-1}(r))}\right\|={\|f'(s^{-1}(r))\| \over \|f'(s^{-1}(r))\|}=1}
boog ·
booglengte ·
boogstraal ·
clothoïde ·
overgangsboog ·
straal